# Obwód Mościska Armii Krajowej
Obwód Mościska ZWZ-AK – terenowa struktura Inspektoratu Zachodniego Okręgu Lwów AK. Kryptonimy: „26”, „Osty”.

## Organizacja obwodu
W lutym 1942 późniejszy komendant obwodu Ludwik Kurtycz „Mazurkiewicz” rozpoczął organizowanie struktur terenowych ZWZ w Mościskach. Początkowo działał z upoważnienia komendanta obwodu (późniejszego Inspektoratu) Przemyśl. 
W pierwszej połowie lutego obwód (Inspektorat) Przemyśl został przydzielony do Okręgu Kraków. Dopiero po kilku miesiącach ustalono, że obwód Mościska organizowany będzie w ramach Inspektoratu Zachodniego Okręgu Lwów. Jeszcze do wiosny trwała swoista dwuwładza. W połowie maja przekazano kontakty do podjęcia oddziałów w Mościskach. Po przekazaniu do Okręgu Lwów, w sierpniu 1943, obwód liczył 291 partyzantów w 4 rejonach, 17 punktach organizacyjnych, 11 plutonach (26 drużynach). Było wśród nich pięciu oficerów rezerwy, 12 podchorążych i 79 podoficerów.

## Stosunki polsko-ukraińskie
We wszystkich wsiach o przewadze ludności polskiej organizowano samoobronę. Na wypadek zorganizowanych działań UPA punkty alarmowe lub nocne warty miały obowiązek powiadamiać mieszkańców o zagrożeniu. Rodziny polskie budowały schrony i tunele ziemne niedaleko swych zagród.
Przygotowywano również odpowiednie kwatery z przeznaczeniem dla ludności polskiej z wiosek mieszanych. W kilku przypadkach doszło do ewakuacji rodzin polskich mieszkających wśród Ukraińców. Były to m.in. wsie Myślatycze i Chliple. 
W celu zdobycia informacji o nastrojach panujących w wioskach ukraińskich, oraz o stosunku do ludności polskiej, nawiązywano kontakty z osobami narodowości ukraińskiej o poglądach umiarkowanych i krytycznie ustosunkowanymi do akcji przeciw Polakom. Informacji też dostarczali kolejarze z Sułkowszczyzny, Rudnik, Lackiej Woli i Trzcieńca.

## Aliancka pomoc
W lutym 1944 kierownik referatu przerzutów powietrznych Komendy Obszaru ppor. Kaucki „Antoni” meldował gotowość placówki „Ścigacz” do przejmowania zrzutów. Początkowo działała ona pod samymi Mościskami w okolicach wzgórza Helenówka. Z czasem przesuniętą została pod Stojańce na teren Rejonu III. Ponadto w obwodzie przygotowano jeszcze placówkę „Bagnet” koło Pnikuta oraz „Ładownica” koło Lackiej Woli. Pod Mościskami, na terenie rejonu V została usytuowana placówka „Plastic”.
3 kwietnia na placówkę „Ścigacz” wyleciał samolot Halifax z polską załogą i nawigatorem, ppor. Leonem Piechockim. Nie trafił on jednak na światła placówki. Dokonał zrzutu na placówkę zapasową „Rybitwa” 25 km na wschód od Krosna, w Podokręgu Rzeszów. Nad placówkę „Ścigacz” przyleciał Halifax z nawigatorem kpt. Bernatem, skierowany na placówkę „Guzik” pod Rodatyczami. Nawigator napisał w sprawozdaniu: „Zadanie wykonano. Placówka przesunięta o 3 km na pn.-zachód tuż przy Mościskach […]Zrzut o g.01.10 do 01.30 w czterech nalotach”.

## Struktura i obsada personalna obwodu
- komendant obwodu – Ludwik Kurtycz

Sztab:
- oficer organizacyjny i jednocześnie zastępca komendanta – plut. pchor. piech. Jan Gawlik „Jasiński”[1]
- referentka WSK – Stefania Szczurek „Prządka”
- oficer informacyjny – Władysław Zielski „Dębowicz”[2]
- kwatermistrz – ppor. rez. piech. Władysław Jędruch „Konopka”
- oficer łączności – ppor. rez. art. Mieczysław Widaj „Pawłowski”[3]
- oficer dla spraw dywersji – plut. rez. sap. Edward Gałązka „Wiktorski”

Rejony:
- Rejon I Mościska – obejmujący Mościska i Sułkowszczyznę, Rudniki, Zakościele, Zawadę i Parcelację; komendant: kpr. pchor. piech. Stanisław Poleski
- Rejon II Strzelczyska – obejmujący Strzelczyska, Rzadkowice, Krysowice, Liplliki, Radenice; komendant – pchor. piech. Józef Haławin
- Rejon III Słomiance – obejmujący miejscowości Twierdza, Słomianka, Słabasz i Stojańce; komendant – kpr. pchor. piech. Kazimierz Demski „Głowacz”; oficer organizacyjny – Ludwik Horak „Żbik”
- Rejon IV Trzcicniec – obejmował też wsie Lacka Wola, Balice, Rustweczko, Koniuszki i Czyszki; komendant – Józef Rogoża
- Rejon V Pnikut[5] – obejmujący też Radochońce, Jordanówkę i Krukienice